# Juan Guas
Juan Guas (en francés, Jean Was o Jean Goas; en bretón, Yann Gwaz) (Saint-Pol-de-Léon, Bretaña, Francia; 1430 – Toledo, España; 1496) fue un arquitecto, maestro de cantería y escultor español de origen bretón. Realizó numerosas intervenciones en Castilla a finales del siglo XV durante el reinado de los Reyes Católicos.

## Biografía

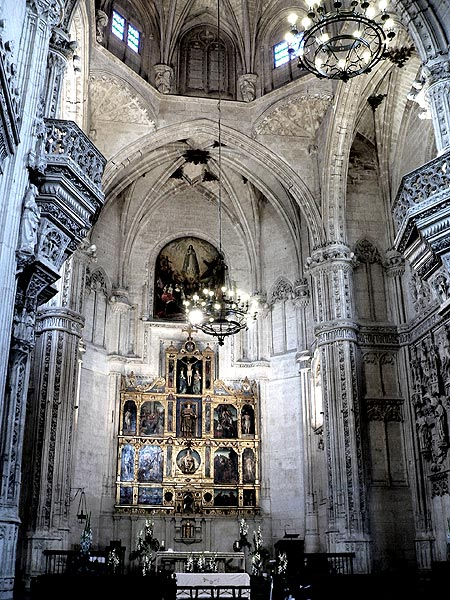
Monasterio de San Juan de los Reyes, en Toledo.

Gwas en bretón significa "servidor". Su padre fue cantero/tallador de piedra, y le enseñó el oficio. Se cree que trabajó con su padre en la construcción de la Catedral de Saint-Paul-Aurélien de Saint-Pol-de-Léon y en la reconstrucción de la Capilla deNotre-Dame du Kreisker, tras un ataque inglés..  Se desconoce la fecha de su nacimiento. Es, sin duda, uno de los mejores representantes del gótico tardío y del denominado gótico toledano. Entre las primeras obras en las que trabajó se encuentran las catedrales de Ávila y Segovia. Durante unos veinte años (1471-1491) trabajó en Segovia donde realiza numerosas intervenciones. Pero la obra más representativa de Guas es el monasterio franciscano de San Juan de los Reyes, en Toledo, mandado construir por Isabel La Católica como recuerdo del triunfo en la batalla de Toro. Un gran dibujo de este edificio, realizado por el propio Guas, se conserva en el Museo del Prado.
Otra construcción similar es la que realizó en Torrijos (Toledo), para el monasterio franciscano de Santa María de Jesús, aunque tristemente desaparecida como consecuencia de las invasiones napoleónicas.
Guas es el máximo representante del llamado estilo Isabelino, entre cuyos edificios civiles se encuentra el Palacio del Infantado, de Guadalajara, la galería del castillo de los Mendoza en Manzanares el Real, el castillo de Belmonte con su bestiario, el castillo de Miranda, el colegio de San Gregorio en Valladolid, el atrio y la portada de la iglesia y del claustro de los monjes del Monasterio de Santa María de El Paular y la, desafortunadamente desaparecida, Hospedería Real de Guadalupe, en Cáceres.
Otra de sus obras fue la primera galería del patio de armas del Castillo de Cuéllar, realizada a mediados del siglo XV. También se considera que, muy probablemente, llevó a cabo la construcción del Castillo de Jadraque y el de Palazuelos, Guadalajara.
Guas, que fue también maestro mayor de la catedral toledana, murió en 1496 y recibió sepultura en una capilla de la iglesia de San Justo, donde aún puede verse, rehecho tras un ataque vandálico, su retrato y el de su mujer e hijos en la capilla familiar.

## La leyenda del Carro del diablo[5]
Se dice que el arquitecto vendió su alma al diablo para poder concluir a tiempo la construcción de la Catedral de Segovia. Los Reyes Católicos lo estaban apremiando, tensos, porque veían que las obras no iban a terminar en la fecha acordada. El maligno le habría ayudado a transportar grandes bloques de piedra desde las canteras de Colmenar Viejo, a través del Puerto del Reventón. Pero, Guas habría roto a última hora su pacto, cuando sólo faltaba por levantar la segunda torre y el diablo enfurecido convirtió el último carro de piedra en roca, quedando así el grupo granítico en la ladera, próximo a Rascafría. Las dos torres de la Catedral de Segovia, son desiguales: la segunda es más baja.

### Obras construidas

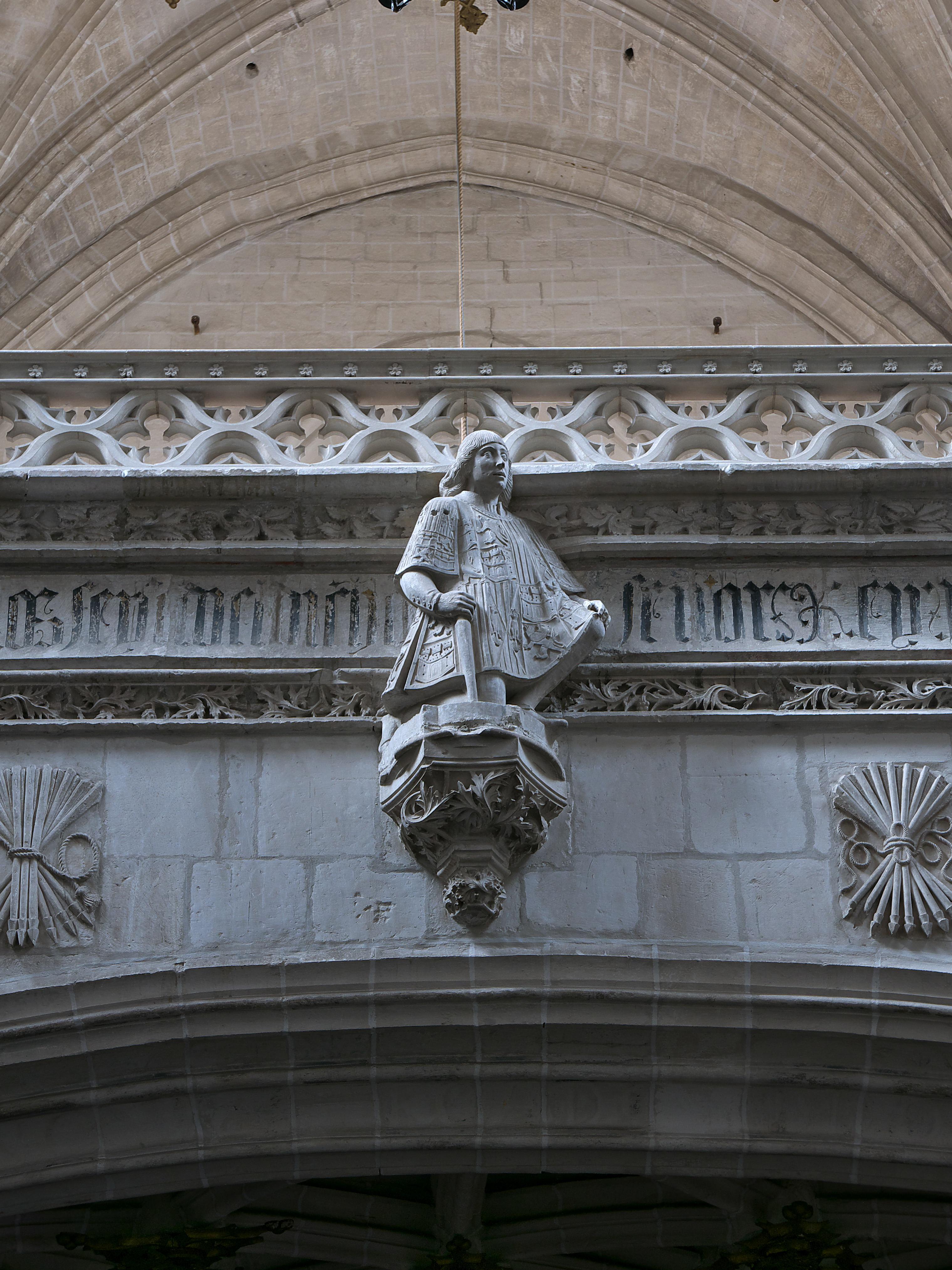
Juan Guas en el coro de la iglesia del Monasterio de San Juan de los Reyes.

- Portada occidental de la Catedral de Ávila
- [[Catedral de S]anta María de Jesús de Torrijos, Toledo (Desaparecido)
- Basílica de la Asunción de Nuestra Señora (Colmenar Viejo), Madrid
- Galería del castillo de los Mendoza en Manzanares el Real
- Castillo de Miranda, Miranda de Ebro, Burgos
- Castillo de Belmonte, Cuenca
- Portada del palacio de los duques de Arcos de Marchena, actualmente en el Alcázar de Sevilla
- Desaparecida Hospedería Real de Guadalupe, Cáceres.
- Atrio y la portada de la iglesia y del claustro de los monjes del Monasterio de Santa María de El Paular.
- Colegio de San Gregorio, Valladolid
- Castillo de Mombeltrán, Ávila
- Palacio del Infantado, Guadalajara
- Castillo de Cuéllar, Segovia
- Castillo de Jadraque, Guadalajara
- Castillo de Palazuelos, Guadalajara
- Lonja de los Mercaderes, diseño de la bóveda de la Capilla de la Lonja de los Mercaderes de Valencia.
- Bóveda de la Iglesia Nuestra Sra. de Las Nieves en Manzanares el Real